# Yehouda Leib Kowalski
 (décembre 2019).
Pour les articles homonymes, voir Kowalski.
Yehouda Lejb Kowalski, né le 8 août 1862 (ou 27 juillet du calendrier julien) à Varsovie et mort le 26 juillet 1925 à Wrocław, est un rabbin, journaliste et homme politique polonais, chef de file du mouvement sioniste Mizrachi. Il était sénateur de la Diète de Pologne.

## Sa vie
Fils de Nachman Kowalski, rabin de Grabów et de Kowal, Lejb Kowalski reçoit une formation de rabbin d'abord auprès de son père, ensuite du rabin Abraham de Sochaczew. À l'âge de 18 ans, il épouse Mindla, fille du marchand Samuel Zanwill de Łęczyca. Sous l'influence de sa femme, il étudie des sciences laïques et s'instruit en philosophie, histoire et littérature classique. 
En 1879-1881, il est rabin de Łęczyca. En 1881, après la mort de son père, il devient rabin de Kowal. En 1885, il est choisi pour être le rabbin de Grabów, où il fonde une yeshivah. En 1897, il est rabin de Chorzele et à partir de 1899, grâce à la recommandation de Nahum Sokolow, il devient rabin de Włocławek, office qu'il conserve jusqu'à sa mort. À Włocławek, il ouvre une école Talmud Torah. 
En 1899 naît sa fille Chana Kowalska, qui en 1920 commence ses études à l'école des beaux-arts de Berlin et qui émigre en 1922 à Paris. Elle y sera arrêtée et déportée. Elle mourra à Auschwitz en 1942. 
Kowalski est partisan du sionisme, membre de l'organisation sioniste Mizrahi qu'il anime au niveau local et national. En 1919, il devient le chef de ce parti en Pologne. 
En 1921, il visite la Palestine, où il fait face aux conséquences des événements de Tel Haï et des émeutes à Jaffa. Il milite ensuite pour la Yichouv et collecte des fonds pour les colonies juives. 
Il écrit pour la presse juive en yiddish et en hébreu : Ha-Jom, Ha-Boker, Ha-Cefira, Hajnt, Moment.
Lejb Kowalski est chef de l'association des rabbins polonais. En 1922, il est élu sénateur au parlement polonais sur la liste du Bloc des Minorités Nationales (Blok Mniejszości Narodowych) initié par Izaak Grünbaum. 
Il est auteur de Judaism et hellenism et de Question de l'éducation des femmes chez les Juifs.
Ses interprétations de la Halakha (la loi juive) ont été détruites par les Allemands pendant la Seconde Guerre mondiale.
Il est enterré à Włocławek.